# Pravda (film)
Pour les articles homonymes, voir Pravda (homonymie).
Pour plus de détails, voir Fiche technique et Distribution.
Pravda est un film français d'une durée de 60 minutes de Jean-Luc Godard et Jean-Henri Roger, sorti en 1970.
Il est tourné à Prague en avril 1969, peu après l'invasion de la Tchécoslovaquie par les troupes du pacte de Varsovie au cours de l'été 1968, qui a mis fin à l'expérience du communisme démocratique connue sous le nom de Printemps de Prague. Godard s'inspire de l'ouvrage Me Ti. Livre des retournements (Me-ti. Buch der Wendungen, 1971) de Bertolt Brecht, lui-même inspiré du philosophe chinois Mozi pour rédiger une leçon de comportement qui présente sous une forme détournée la doctrine du communisme.

## Synopsis
Deux voix off appelées Vladimir et Rosa (en référence à Vladimir Lénine et Rosa Luxemburg) commentent les images du film.
Le film commence par des images de la vie quotidienne à Prague pendant la tentative de renouveau politique menée par Alexander Dubček, secrétaire du Parti communiste tchécoslovaque. Les voix off commentent négativement à la fois les distorsions du socialisme réel et ce qu'elles appellent l'« occidentalisation » du pays.
Le commentaire tente ensuite une critique, ou une autocritique, qualifiant le Printemps de Prague de trahison, « une révision du marxisme par des pseudo-communistes ». Pour démasquer cette « maladie du communisme », il faut organiser un autre rapport entre les images et les sons. Suit une analyse de la pénétration occidentale en Tchécoslovaquie, du capital américain et de la culture capitaliste.
L'étape suivante consiste à soigner le « mal des images » en superposant un son qui n'est pas « malade » ; les images vues précédemment reviennent ensuite à l'écran, mais « corrigées » par des commentaires d'une autre source, à savoir l'agence de presse chinoise, et la lecture de passages classiques du marxisme.
La dernière partie du film pousse plus loin le travail sur l'image et le son ; la voix de Vladimir proclame la nécessité de « démonter les contradictions entre l'image et le son » et de contrôler les rapports de production artistique, puis examine de manière critique le processus de « construction » du film, qui doit être achevé non pas par d'autres images, mais par la lutte des classes.
Le dénouement est un hommage à la pensée du dirigeant chinois Mao Tsé-toung, sur les notes de L'Internationale.

## Fiche technique
Sauf indication contraire, les informations mentionnées dans cette section peuvent être confirmées par la base de données cinématographiques Unifrance,  présente dans la section « Liens externes ».
- Titre original : Pravda
- Réalisateur : Jean-Luc Godard, Jean-Henri Roger, Paul Burron
- Scénario : Jean-Luc Godard, Jean-Henri Roger
- Photographie : Paul Burron
- Montage : Jean-Luc Godard
- Production : Claude Nedjar
- Sociétés de production : Centre Européen Cinéma-Radio-Télévision (CECRT), Groupe Dziga Vertov
- Société de distribution : Gaumont
- Pays de production :  France
- Langue originale : français
- Format : Couleur - 16 mm
- Durée : 60 minutes
- Genre : Documentaire politique expérimental
- Dates de sortie :
  - États-Unis : 21 mai 1970

## Distribution
- Věra Chytilová : elle-même
- Jean-Luc Godard : lui-même

## Production
Le directeur de la télévision tchécoslovaque (Československá televize, ČST), rencontrant Jean-Luc Godard à Paris au printemps 1968, l'invite à filmer le congrès du Parti communiste tchécoslovaque, considéré comme dissident par l'URSS. Le pays est alors en pleine phase historique qui sera appelée plus tard le « Printemps de Prague » ; Alexander Dubček, le secrétaire général du Parti, veut réformer le communisme de l'intérieur dans le sens qui sera défini plus tard comme « à visage humain ».
La section documentaire du Centre national du film tchèque est prête à fournir une assistance à l'équipe de tournage, lorsque soudain, en août 1968, les troupes du Pacte de Varsovie envahissent le pays et renversent le gouvernement. Cependant, une société de production américaine, la Grove Press, fournit à Godard 6 000 dollars américains pour un documentaire sur le Printemps de Prague qui sera intitulé Pravda (litt. « vérité » en russe). Ils obtiennent les fonds de la Grove Press grâce à un mensonge car ils font croire au producteur américain que Godard était à Prague en août 1968 et avait filmé des plans des chars soviétiques. Il lui manquerait des plans et de l'argent pour terminer son film.
En avril 1969, le réalisateur part donc pour Prague avec Jean-Henri Roger, un étudiant maoïste de 21 ans rencontré lors d'un cours de cinéma, et qui sera plus tard reconnu comme l'un des premiers membres du groupe Dziga Vertov. Les deux hommes sont accompagnés du chef opérateur Paul Bourron, du groupe Medvedkine (un collectif de cinéma distinct de Dziga Vertov).
Accompagnés d'un interprète officiel, et sous haute surveillance, les Français réalisent pendant deux semaines de travail qu'il n'est plus possible d'assister à une tentative de réforme du marxisme dans ce qu'ils imaginaient être un pays suspendu entre dissidence et pro-soviétisme. En effet, le film met simultanément en scène une critique de l'impérialisme de l'URSS et du révisionnisme occidental dans les pays du Pacte de Varsovie. Son organisation formelle répond au schéma dialectique Description - Analyse - Autocritique, auquel s'ajoute dans la quatrième partie Lutte. Particulièrement virulente est la dénonciation des intellectuels dissidents présentés comme des réactionnaires, par exemple le réalisateur Miloš Forman qui a émigré aux États-Unis et Věra Chytilová.

## Accueil critique
L'accueil du film par le public et la critique (il est généralement distribué avec le précédent film British Sounds, également attribuable au duo Godard-Roger) peut être qualifié de glacial.
D'après David Cenek, critique de cinéma qui organisa une projection du film en Tchéquie en 2001 au Festival international du film documentaire de Jihlava, le film est beaucoup inspiré de Me Ti. Livre des retournements (Me-ti. Buch der Wendungen, 1971) de Bertolt Brecht.

« Ce film est mystérieux, il y a une légende qui dit que Godard n'a jamais voulu présenter ce film ni en Tchécoslovaquie ni dans aucun pays de l’Est, parce qu’il avait honte des idées politiques exprimées dans ce film. Il mélange tout, qu’il est plus ou moins d’accord avec l’invasion des armées du Pacte de Varsovie, et qu’il ne comprend rien à la situation de la Tchécoslovaquie de l’époque, qu’il est à côté de la plaque en fait… Mais j'ai trouvé qu'il y avait des scènes amusantes et caractérisaient bien la situation de l'époque. Je trouve que c'est un essai. Godard est venu ici et a essayé de se familiariser avec la situation. Il était très gauchiste et maoïste. Il a tout mélangé. Je crois que de la situation politique il n'a rien compris. Il a mélangé des choses qu'on ne peut pas mélanger (il mélange Alexander Dubček, Gustáv Husák et Léonid Brejnev). Mais je crois qu'il a prouvé avec ce film qu'il a du talent, qu'il est capable de trouver un côté original sur n'importe quel thème. »

— David Cenek,